# Atracción sexual genética

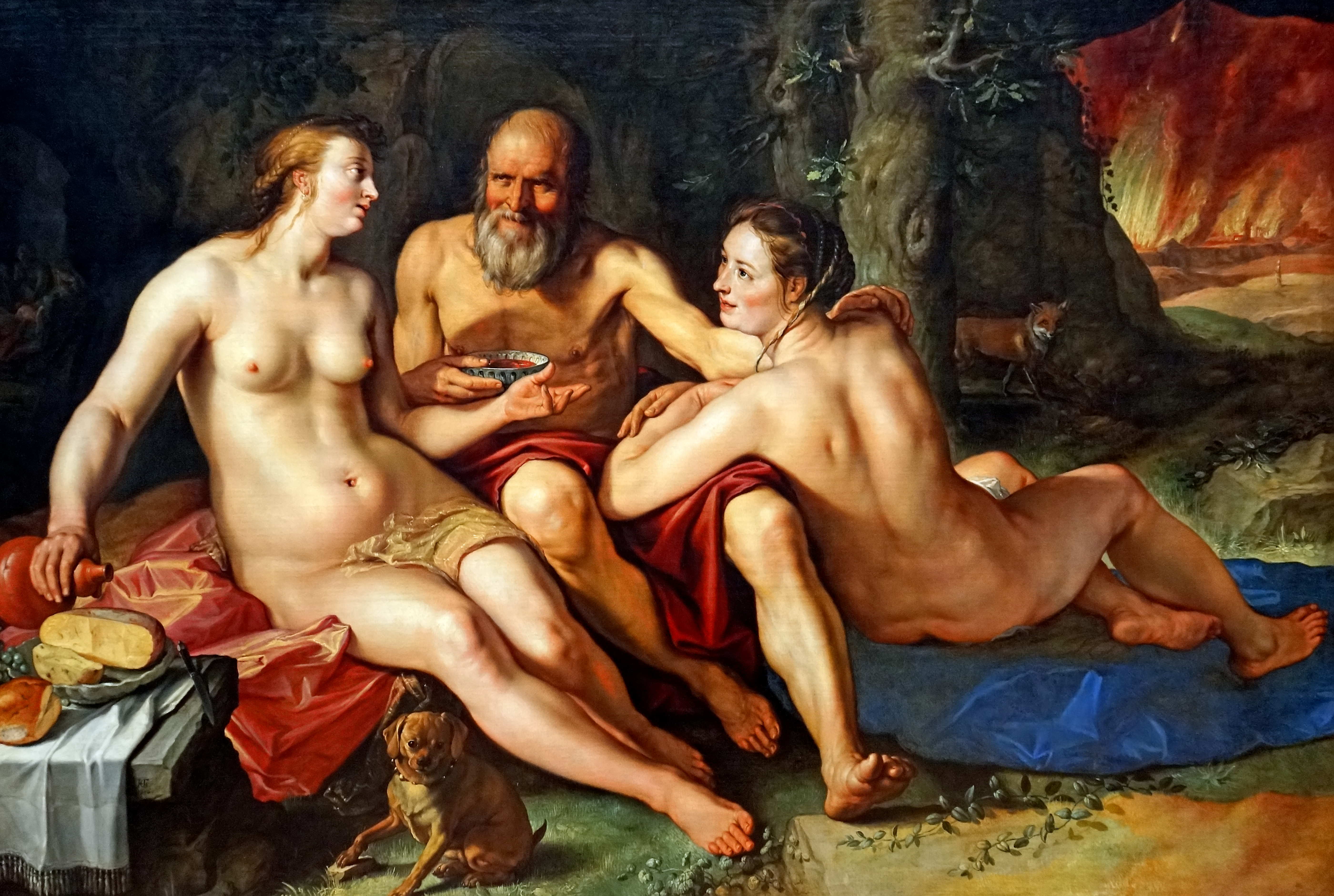
Lot y sus hijas durante el cortejo para iniciar una relación sexual.

La atracción sexual genética (ASG) (en inglés: Genetic sexual attraction o GSA) es un término que describe el fenómeno de atracción sexual entre personas genéticamente  cercanas como hermanos, primos de primer y segundo grado e incluso padres e hijos.
Pocos estudios se han llevado a cabo sobre la atracción sexual genética. Sin embargo, algunos psicólogos dicen que miembros de una misma familia que crecieron separados podrían sentirse sexualmente atraídos al encontrarse en la edad adulta. Tal es el caso del incesto consentido.

## Historia y definición
El término fue popularizado en los EE. UU. a finales de 1980 por Barbara Gonyo, la fundadora de Truth Seekers In Adoption, un grupo de apoyo a personas adoptadas y familiares biológicos que se reencuentran con sede en Chicago.
El fenómeno de la atracción sexual genética se ha hecho patente en los últimos tiempos gracias al reencuentro entre familiares biológicos separados largo tiempo como consecuencia de adopciones, lo que ha hecho que un gran número de personas se vean afectadas. Esta atracción sexual, que lleva en algunos casos a cometer incesto, puede ser angustiante para ambas partes, así como para las familias involucradas.
Algunas personas se sienten atraídas en algunos casos porque se parece a su novio/novia o esposo/esposa de la juventud y por ende, les recuerda a él/ella.
El GSA es poco frecuente entre las personas criadas juntas en la primera infancia debido a la impronta sexual inversa conocida como Efecto Westermarck.

## Estudios
Freud estudió el incesto como tabú cultural. Un estudio académico sobre la atracción sexual genética lo realizó el Dr. Maurice Greenberg en el Reino Unido en 1995. Descubrió que el vínculo familiar normal que se creaba desde la infancia gracias al contacto y al afecto, no estaba presente en este tipo de personas emparentadas, por lo que al encontrarse como adultos la necesidad de crear ese vínculo permanecía sin cumplir. En la mitad de los casos, se manifestaba como una fuerte atracción sexual.
Sigmund Freud argumentó que es natural que haya atracción sexual entre miembros de una misma familia criados juntos desde niños (ver:Complejo de Edipo), por lo que es necesario que las sociedades creen el tabú del incesto.

## Casos
Un hermano y una hermana de Alemania, los Stübings, lucharon en su país contra las leyes del incesto. Se habían criado por separado y se reunieron siendo adultos. Ahora tienen cuatro hijos. Su apelación fue rechazada en 2008.
Kathryn Harrison publicó una memoria en la década de 1990 con respecto a sus cuatro años de relación incestuosa con su padre biológico, a quien no veía desde hacía casi 20 años antes de comenzar la relación, titulada El beso.
Una pareja en el sur de África que llevaban cinco años juntos y esperaban un hijo descubrieron que eran hermanos poco antes de su boda.  Se habían criado por separado y se conocieron, una vez adultos, en la universidad.
Cuando tenía 18 años Garry Ryan dejó a su novia embarazada y marchó a vivir a Estados Unidos. La hija, Penny Lawrence, creció y se propuso encontrar a su padre. Cuando se conocieron, "ambos sintieron una atracción sexual inmediata". Luego vivieron juntos como pareja y en abril de 2012 llegó su primer hijo.
Una mujer ha sido condenada a cuatro años y ocho meses de cárcel por mantener relaciones sexuales con su hijo adolescente después de más de quince años sin verse.
Kim West de 51 años y Ben Ford de 32 se reencontraron en 2014 después de 30 años porque ella lo había dado en adopción, y ahora planean casarse y tener un hijo juntos. Según contaron al medio británico The New Day compartieron su primer beso con una botella de champán en un hotel antes de tener relaciones sexuales y solo tres días después Ford decidió terminar con su esposa para irse junto a su madre.